# آوندریختان
آوندریختان (نام علمی: Cypselomorphae) نام یک فراراسته از فراراستهٔ نوپرندگان است.